# Arthur Baghdassarjan

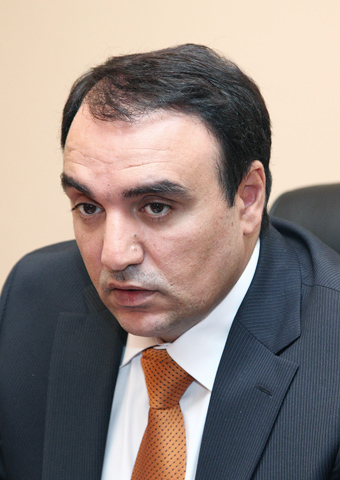
Arthur Baghdassarjan

Arthur Baghdassarjan (armenisch Արթուր Բաղդասարյան, in wissenschaftlicher Transliteration  Art‘owr Bałdasaryan; * 8. November 1968 in Jerewan) ist ein armenischer Politiker und Parteivorsitzender von Land des Rechts.

## Leben
Arthur Baghdassarjan schloss 1986 sein Studium an der Staatlichen Universität Moskau ab. Die politische Karriere Baghdassarjans begann 1995 als Mitglied der damals regierenden Armenischen Allnationalen Bewegung von Präsident Lewon Ter-Petrosjan. Er wurde der breiten Öffentlichkeit als Moderator einer Fernsehsendung bekannt, die den Verfassungsentwurf der Regierung vorstellte (der Oberste Sowjet der Armenischen SSR, die sich am 21. September 1991 für unabhängig von der UdSSR erklärt hatte, war erst am 20. Mai 1991 – einige Stichwahlen erst am 3. Juni – in bereits freier Wahl gewählt worden, die erste Nationalversammlung wurde deshalb erst 1995 gewählt, wobei zeitgleich über eine neue Verfassung abgestimmt wurde).
Bei den Wahlen am 5. Juli 1995 zog Baghdassarjan als Abgeordneter von Schengawit (ein Stadtteil von Jerewan) in die armenische Nationalversammlung ein. Sowohl die Parlamentswahlen als auch das Referendum, durch das der Verfassungsentwurf angenommen wurde, waren von größeren Unregelmäßigkeiten begleitet. Während der Regierungskrise im Februar 1998 gehörte er zu einer Gruppe von Abgeordneten, die die Fraktion der Armenischen allnationalen Bewegung verließen und damit den Rücktritt des Präsidenten mitverursachte.
Baghdassarjan gründete die Partei Land des Rechts und ist seitdem ihr Vorsitzender. Bei den folgenden Wahlen am 30. Mai 1999 zog er erneut in die Nationalversammlung ein, seine Partei gewann insgesamt sechs von 131 Sitzen. Zu diesem Erfolg trug neben massiver Wahlwerbung im Fernsehen auch das charismatische Auftreten Baghdassarjans bei, dass von vielen Beobachtern als populistisch bezeichnet wird.
Bei den Wahlen zur dritten Nationalversammlung am 25. Mai 2003 errang Rechtsstaat 18 Mandate und wurde damit nach der Republikanischen Partei zur zweitstärksten die Regierung stützenden Fraktion. Als Fraktionsvorsitzender wurde Baghdassarjan am 12. Juni 2003 zum Präsidenten der Nationalversammlung gewählt. In Armenien wird allgemein angenommen, dass die Republikanische Partei dem nur unter Druck seitens des Präsidenten Robert Kotscharjan (parteilos) und des Verteidigungsministers Sersch Sargsjan (damals ebenso parteilos) zugestimmt habe, und dass Sarkissjan der wichtigste Förderer Baghdassarjans gewesen sei.
Trotz der Regierungsbeteiligung kritisierte er mehrfach offen die Regierung. In einem Interview in der Frankfurter Allgemeinen Zeitung vom 18. April 2006 erklärte er, dass die Zukunft Armeniens in der EU und der NATO liege, und dass Russland Armeniens Weg nach Europa nicht blockieren dürfe. Hierdurch distanzierte sich Baghdassarjan zum ersten Male auf außenpolitischem Gebiet von der übrigen Regierung und trug damit zum Bruch der Koalition bei – die anderen Regierungsparteien (neben der Republikanischen Partei die Armenische Revolutionäre Föderation) und Präsident Robert Kotscharjan waren nicht länger bereit, die öffentlichen Äußerungen Baghdassarjans zu tolerieren. Am 1. Juni 2006 wurde Tigran Torossjan zum neuen Parlamentspräsidenten gewählt. Baghdassarjan wurde zu einem der Führer der Opposition.
2009 erhielt er die Ehrenbürgerschaft der Stadt Gjumri.